# Йованович, Душан (футболист, 2006)
Душан Йованович (серб. Душан Јовановић; родился 15 февраля 2006) — сербский футболист, нападающий клуба «Партизан».

## Клубная карьера
Воспитанник футбольной академии клуба «Партизан». В октябре 2023 года подписал с клубом трёхлетний профессиональный контракт. 7 декабря 2023 года дебютировал в основном составе «Партизана» в матче Кубка Сербии против «Графичара», выйдя на замену на 76-й минуте при счёте 0:1 в пользу соперника, а уже через три минуты сравнял счёт. 11 декабря 2023 года дебютировал в Суперлиге Сербии в игре против клуба «Раднички».

## Карьера в сборной
Выступал за сборные Сербии до 15 и до 18 лет.